# Adam Levin I. von Knuth
Adam Levin I. von Knuth (* 18. April 1681; † 21. März 1751) war ein mecklenburgischer Geheimer Rat und Stifter der mecklenburgischen Linie des uradeligen Hauses Knuth. Er war Herr auf Ludorf, Gneve und Zülow.

## Leben
Adam Levin I. kam als Sohn des Provisors Joachim Friedrich von Knuth und dessen Ehefrau Christine, geborene von Wancken, zur Welt.
Am 8. März 1701 wurde Adam Levin I. Sekondeleutnant und in polnischem Sold in Sachsen. Am 9. Januar 1703 wurde er Premierleutnant im Grenadierkorps. Am 18. Mai 1706 erhielt er seinen Abschied mit dem Charakter eines Hauptmanns. Später wurde er mecklenburgischer Geheimer Rat.

## Ehen und Nachkommen
Adam Levin I. heiratete 1707 seine Cousine väterlicherseits Cornelia von Knuth (* nach dem 19. Februar 1684; † 1736), Tochter Eckhard Christophs von Knuth. Der Ehe entsprangen sechs Kinder:
- Eggert Christoph von Knuth (* 1709; † 1752)[2]
- Joachim Friedrich von Knuth (* 1710; † 1757)[3]
- Adam Levin von Knuth, auf Siebenhau[2]
- Elisabetha Christiana († 1746)[2]
- Hedwig Maria von Knuth ⚭ Generalmajor Thedel Bodo von Kniestedt (1697–1775)[2][4]
- Charlotte Sophie von Knuth ⚭ Herr von Oldenburg[2]

Nach dem Tode seiner ersten Gattin heiratete er am 4. Januar 1738 Sophie Elisabeth von Kamptz (* 17. April 1708; † 18. Mai 1795). Seine zweite Gattin gebar Adam Levin I. den Sohn Jacob Ernst von Knuth (* 1739). Dieser wurde Hofrat der der herzoglichen Justizkanzlei zu Wolfenbüttel.

## Vorfahren
| Adam Levin I. von Knuth Herr auf Ludorf, Gneve und Zülow | Joachim Friedrich von Knuth Herr auf Leizen | Jacob Ernst von Knuth Herr auf Leizen und Priborn | Wentzloff IV. von Knuth Herr auf Leizen, Priborn, Spitzkuhn und Melz |
| Adam Levin I. von Knuth Herr auf Ludorf, Gneve und Zülow | Joachim Friedrich von Knuth Herr auf Leizen | Jacob Ernst von Knuth Herr auf Leizen und Priborn | Anna von Knuth                                                       |
| Adam Levin I. von Knuth Herr auf Ludorf, Gneve und Zülow | Joachim Friedrich von Knuth Herr auf Leizen | Elisabeth von Morin, verh. von Knuth              | Henneke der Jüngere von Morin Herr auf Kelle                         |
| Adam Levin I. von Knuth Herr auf Ludorf, Gneve und Zülow | Joachim Friedrich von Knuth Herr auf Leizen | Elisabeth von Morin, verh. von Knuth              | Katharine von Wolde, verh. von Morin                                 |
| Adam Levin I. von Knuth Herr auf Ludorf, Gneve und Zülow | Christine von Wancken, verh. von Knuth      | Joachim von Wancken Herr auf Jürgendorf           | ?                                                                    |
| Adam Levin I. von Knuth Herr auf Ludorf, Gneve und Zülow | Christine von Wancken, verh. von Knuth      | Joachim von Wancken Herr auf Jürgendorf           | ?                                                                    |
| Adam Levin I. von Knuth Herr auf Ludorf, Gneve und Zülow | Christine von Wancken, verh. von Knuth      | Dorothea von Hein, verh. von Wancken              | ?                                                                    |
| Adam Levin I. von Knuth Herr auf Ludorf, Gneve und Zülow | Christine von Wancken, verh. von Knuth      | Dorothea von Hein, verh. von Wancken              | ?                                                                    |

## Endnoten
1. ↑  Nach Albrecht 1679.
2. 1 2 3 4 5 6 7  Friedrich Ludwig Anton Hoerschelmann: Genealogische Adelshistorie. Band 1, Teil 1. Erfurt 1772, S. 105.
3. 1 2 3 4 5  finnholbek: Adam Levin von Knuth, til Ludorf, Gneve og Zülow, 19. September 2012, abgerufen am 10. November 2019.
4. ↑  Freiherr Johann Wilhelm Franz von Krohne (Hrsg.): Allgemeines Teutsches Adels-Lexicon, Hamburg 1776, S. 192.

| Personendaten    | Personendaten                                                                                   |
| ---------------- | ----------------------------------------------------------------------------------------------- |
| NAME             | Knuth, Adam Levin I. von                                                                        |
| KURZBESCHREIBUNG | mecklenburgischer Geheimrat und Stifter der mecklenburgischen Linie des uradeligen Hauses Knuth |
| GEBURTSDATUM     | 18. April 1681                                                                                  |
| STERBEDATUM      | 21. März 1751                                                                                   |